# 효성 (가수)
효성(1985년 ~)은 대한민국의 트로트 가수다. 2015년 정규 앨범 [세월아 놀자 / 그 이름 석자 / 사랑의 빛]으로 데뷔했다.

## 방송
- 트로트의 민족 (2020) - Top34
- 아침마당 (2021)
- 현역가왕2 (2024) - Top32

## 음반
- 효성 (세월아 놀자 / 그 이름 석자 / 사랑의 빛) (2015)
- 중종의 단경왕후 사랑송가 '치마바위', 효성 K-Pop트로트 전설을 노래하다 (2017)
- 트로트의 민족 1라운드 베스트 Part. 2 (2020)
- 트로트의 민족 3라운드 베스트 Part.2 (2020)
- 잔치 (2021)

## 수상
- 자랑스런 한국인 인물대상 예술발전 공헌부문 (2021)
- 자랑스런 대한민국 시민대상 대중가요부문 특별가수대상 (2018)
- 위대한 한국인 대상 대중가요부문 선행가수대상 (2016)